# Puhovo priznanje
Puhovo priznanje se podeli posamezniku ali skupini posameznikov za pomemben dosežek ali več dosežkov, ki imajo pomen za razvoj podjetja ali gospodarski oziroma družbeni razvoj krajevne skupnosti ali občine.

## Zgodovina
Prvič se je Puhovo priznanje podelilo leta 2006.
Podeljevalo se ga je za pomembne dosežke na področju razvojne dejavnosti za izume, razvojne dosežke in uporabo znanstvenih izsledkov pri uvajanju novosti v gospodarsko prakso.
Kriteriji za podelitev Puhovega priznanja za dosežke, ki so se nagrajevali, so bili: 
- izstopati morajo po tehniški odličnosti,
- povečevati morajo konkurenčnost in dodano vrednost proizvodov,
- odpirati morajo nove trge,
- omogočati morajo odpiranje delovnih mest in gospodarskih družb.

Leta 2018 je bil sprejet nov pravilnik, ki je spremenil kriterije in merila za Puhovo priznanje ter opredelil novo Puhovo nagrado.
Po novem se Puhovo priznanje podeli posamezniku ali skupini posameznikov za pomemben dosežek ali več dosežkov, ki imajo pomen za razvoj podjetja ali gospodarski oziroma družbeni razvoj krajevne skupnosti ali občine. Priznanje se podeli za vrhunski dosežek ali več vrhunskih dosežkov, ki je nastal ali so nastali v zadnjih sedmih letih.
Pri podeljevanju Puhovega priznanja Odbor Republike Slovenije za podelitev nagrad in priznanj za izjemne dosežke v znanstvenoraziskovalni in razvojni dejavnosti upošteva naslednje kriterije in merila:   
- izjemnost dosežkov glede njihove inovativnosti in izvedbene odličnosti,
- dokazani ekonomski ali družbeni učinki,
- prispevek k dobrobiti in razvoju Republike Slovenije.

Do leta 2017 se je vsako leto lahko podelijo največ tri Puhova priznanja, od leta 2018 pa eno priznanje in dve Puhovi nagradi.

## Prejemniki Puhovih priznanj

### 2006[1]
- Božidar Šarler  na področju numeričnega modeliranja materialov in procesov,
- Matija Jezeršek, Drago Bračun in Janez Diaci na področju laserskih sistemov za tridimenzionalno merjenje oblike teles.

### 2007[2]
- Tomaž Kosmač, Ljubo Marion, Aleš Dakskobler, Iztok Zagožen in Čedomir Oblak za keramični zatiček iz cirkonijevega oksida za estetsko fiksnoprotetično oskrbo zob,
- Franc Dolenc za produktno linijo za krmilno raven SI3000 MSCP in produktna linija za dostopovno raven SI3000 MSAP,
- Igor Mekjavić, Borut Lenart, Jože Opeka, Bogomir Vrhovec in Mitja Babič za toplotni maneken s simulatorjem znoja in hoje.

### 2008
- Gregor Dolanc za razvojni dosežek, Sistem za samodejno vodenje linije za razrez pločevine,
- Rok Uršič vodja podjetja Instrumentation Technologies iz Solkana za družino instrumentov Libera Brillance, katere uporabljajo za vodenje virov elektromagnetnega polja pri delovanju sinhrotronov. Za izdelek je podjetje prejelo Patent v Sloveniji in v ZDA.

### 2009
- Gregor Veble za izume, razvojne dosežke in uporabo znanstvenih izsledkov pri razvoju aerodinamskih naprav,
- Martina Oberžan, Janez Holc, Marjan Buh, Ivan Lavrač in Marija Kosec, skupina raziskovalcev podjetja ETI Elektroelement in Instituta Jožef Stefan za dosežke pri razvoju visoko gliničnega porcelana z izboljšanimi mehanskimi in toplotnimi lastnostmi.

### 2010
- Matjaž Koželj,  Boris Orel, Miha Steinbücher, Ivan Jerman in Marjanca Vodlan za izum »Uporaba nanokompozitov za izdelavo barv za spektralno selektivne prevleke za absorberje v sončnih sprejemnikih«.

### 2011
- Miran Mozetič, Uroš Cvelbar in Ludvik Kumar za izume, razvojne dosežke in uporabo znanstvenih izsledkov pri uvajanju novosti v gospodarsko prakso.

### 2012
- Zlatko Matjačić za izum mehanske naprave za urjenje ravnotežja med stojo,
- Matjaž Kunaver za izume, razvojne dosežke in uporabo znanstvenih izsledkov, med drugim za sintezo tekočega lesa kot obnovljivega vira, ki zmanjšuje potrebo po uporabi surove nafte,
- Damir Vrančić, Samo Krančan, Zoran Šaponia, Aleš Svetek in Ivan Kočar za izum inteligentnih motornih pogonov za ventile.

### 2013[3]
- Mirko Prošek, Janko Žmitek, Maja Milivojević Fir, Andrej Šmidovnik, Alenka Golc Wondra, Monika Vidmar Stražišar, Samo Andrenšek za izum vodotopnega koencima Q10.

### 2014[4]
- Vladka Gaberc Porekar, Tatjana Milunović, Ana Jesenko, Simona Jevševar, Maja Kenig, Sašo Tomše in Nebojša Furlan za razvoj podobnih bioloških zdravil filgrastim in pegfilgrastim ter prenos v proizvodnjo,
- Klemen Lisjak za razvoj novega sistema za stiskanje grozdja z avtomatiziranim dodajanjem enoloških sredstev med samim stiskanjem grozdja.

### 2015[5]
- Ines Bantan, Helena Razpotnik, Silvo Drnovšek in Danjela Kuščer Hrovatin za izume, razvojne dosežke in uporabo znanstvenih izsledkov pri razvoju kordieritne keramike s stabilnim nizkim koeficientom linearnega termičnega raztezka.

### 2016[6]
- Zdenko Časar za dosežke v sintezi zdravilnih učinkovin,
- Miha Humar, Boštjan Lesar, Nejc Thaler, Gregor Rep, Barbara Šubic in Aleš Ugovšek za dosežke v lesarstvu.

### 2017[7][8]
- Roman Trobec, Viktor Avbelj, Matjaž Depolli, Aleksandra Rashkovska Koceva, Tomaž Krištofelc, Klemen Bregar,  Gregor Kosec, Uroš Stanič, Ivan Tomašič, Boštjan Barbiš in Marino Marinko Samardžija za pomembne dosežke na področju medicinske opreme,
- Pavle Boškoski, Bojan Musizza, Andrej Debenjak, Damjan Demšar, Jernej Tomažin, Janez Urh, Miha Kržišnik in Marjan Kavčič za adaptivni sistem za upravljanje kakovosti puhal in zagotavljanje sledljivosti proizvodnje,
- Bruno Dujič za razvoj križno lepljene rebraste lesene plošče.

### 2018[9]
- Leon Kralj za pomembne dosežke na področju razvoja in implementacije krmilnika za klimatizacijo luksuznih križark

### 2019[10]
Priznanje ni bilo podeljeno.

### 2020[11]
- Darko Goričanec za inovativno tehnologijo povečanja izkoristka primarnega goriva za potrebe visokotemperaturnega ogrevanja